# Filoxen d'Erètria
Filoxen (grec antic: Φιλόξενος, llatí: Philoxenus) fou un pintor grec nascut a Erètria, a l'illa d'Eubea.
Va ser deixeble del pintor Nicòmac de Tebes (que va florir el 360 aC), del que va imitar la velocitat en pintar, velocitat que fins i tot va superar quan va descobrir nous mètodes de coloració. Plini el Vell menciona una pintura seva, que diu que no era inferior a cap altra pintura, i que presentava una batalla entre Alexandre el Gran i Darios III de Pèrsia, feta a petició de Cassandre de Macedònia. El mateix tema apareix en un mosaic de Pompeia, però els crítics pensen que el mosaic no va ser copiat d'aquest quadre sinó d'una pintura de la pintora Hèlena sobre la batalla d'Issos.
Va viure en temps d'Alexandre el Gran, a partir del 330 aC i en endavant. Cassandre va ser rei el 317 aC o el 315 aC, i la pintura devia ser posterior a aquestes dates.